# 昱东街道
昱东街道，是中华人民共和国安徽省黄山市屯溪区下辖的一个乡镇级行政单位。

## 行政区划
昱东街道下辖以下地区：
荷花池社区、阜新社区和水心亭社区。